# 수원영동시장
수원영동시장은 경기도 수원시 팔달구 수원천로 255번길 6에 위치한 재래시장이다.

## 개요

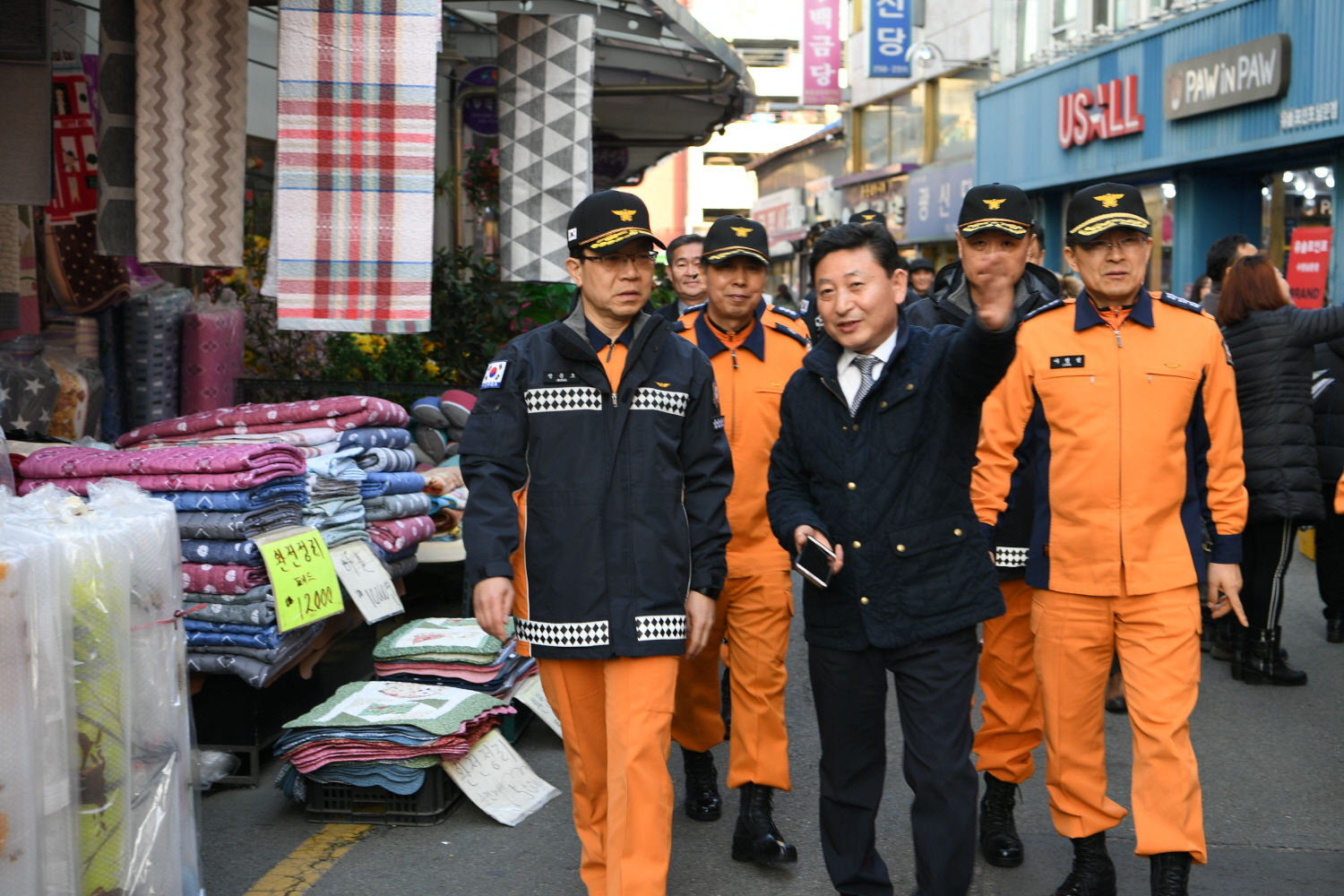
2019년 소방청장 정문호 설 명절 대비 화재안전점검

경기 남부 지역에서 가장 규모가 큰 전통시장으로 약 300여 개의 점포가 있으며 이중 40여개가 한복 점포이다.

## 아트포라
문화예술복합공간 아트포라(ART FORA)는 예술가와 상인이 소통과 협업을 통해 상품을 디자인하고, 지역주민과 방문객을 위한 프로그램을 기획하고 실행하는 공간이다. 2014년 문화관광형시장으로 선정되었다.